# Pogobie Tylne
Pogobie Tylne (niem. Hinter Pogobie, 1933–1945 Hirschwalde) – wieś w Polsce położona w województwie warmińsko-mazurskim, w powiecie piskim, w gminie Pisz.
W latach 1975–1998 miejscowość administracyjnie należała do województwa suwalskiego.
Zobacz też: Pogobie Średnie